# Johannes Albertus Mathijs van Oorschot

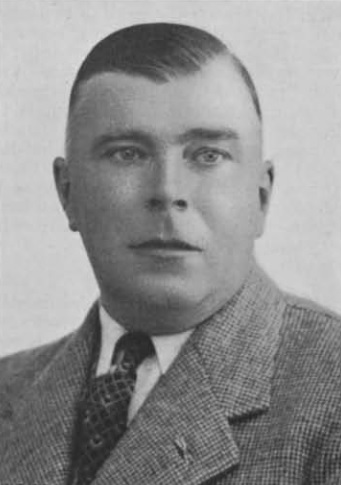
Mr. J.A.M. van Oorschot (ca. 1938)

Johannes Albertus Mathijs van Oorschot (Stad Hardenberg, 15 april 1893 – Velsen, 20 april 1959) was een Nederlands politicus. 
Hij werd geboren als zoon van Gerrit van Oorschot (1859-1952; deurwaarder) en Berendina Louisa Nijzink (1862-1904). Hij groeide op in Kampen waar zijn vader in 1896 deurwaarder was geworden. Aanvankelijk studeerde hij rechten aan de Rijksuniversiteit Leiden maar uiteindelijk zou hij promoveren aan de Rijksuniversiteit Utrecht. In 1926 vestigde hij zich als advocaat in Steenwijk en daarnaast was hij plaatsvervangend kantonrechter en docent. Vanaf 1930 was Van Oorschot griffier bij het kantongerecht in Lemmer en in 1934 vestigde hij zich als advocaat in Apeldoorn. Vijf jaar later werd hij rijksinspecteur voor het verkeer in Overijssel. Hij werd in april 1941 benoemd tot burgemeester van Ambt Hardenberg en kort daarop volgde zijn benoeming tot burgemeester van de fusiegemeente Hardenberg. In 1943 werd hij ontslagen waarna Hardenberg een NSB'er als burgemeester kreeg. Na de bevrijding keerde Van Oorschot terug; aanvankelijk als waarnemend burgemeester en vanaf 1947 weer als burgemeester. Hij ging in 1958 met pensioen en overleed nog geen 12 maanden later op 66-jarige leeftijd.